# Clase Toku Daihatsu
La clase Toku Daihatsu Class o lancha de desembarco de 17 m era un tipo de lancha de desembarco usada por la Armada Imperial Japonesa durante la Segunda Guerra Mundial. Era un diseño más grande que la lancha de desembarco de la clase Daihatsu, con una rampa en la proa que era bajada para desembarcar carga al varar en la playa. Estaba construida con un casco de metal y era impulsada por un motor diésel.
Diseñada para transportar un tanque de tamaño medio o dos tanques de ocho toneladas cada uno. La lancha de desembarco fue usada extensivamente para llevar tropas y abastecimientos a guarniciones aisladas, conocidas como misiones hormigas por los japoneses. Las fuerzas aéreas aliadas y las lanchas torpederas estadounidenses, para el final de la Segunda Guerra Mundial, llevaron a cabo exitosas y crecientemente efectivas incursiones para interceptar y destruir embarcaciones como la descrita aquí.